# ابیان
ابیان، روستایی از توابع بخش مرکزی شهرستان ممسنی در استان فارس ایران است.زادگاه طایفه ی خواجه هزار سی و مصیر (خورشیدی،شریفی، سالاری)

## جمعیت
این روستا در دهستان بکش یک قرار دارد و براساس سرشماری مرکز آمار ایران در سال ۱۳۸۵، جمعیت آن ۱۸۲ نفر (۳۹خانوار) بوده‌است.